# Церковь Георгия Победоносца (Киреевка)
Церковь Георгия Победоносца — церковь в селе Киреевка Артемовского сельского поселения Октябрьского района Ростовской области. Относится к Шахтинской и Миллеровской епархии Нижнедонского благочиния Русской Православной церкви.
Адрес храма: Ростовская область, Октябрьский район, хутор Киреевка, ул. Ленина, 9.

## История
Храм Георгия Победоносца в хуторе Киреевка был построен и освящен в 1850 году. Основателями и строителями нового кирпичного храма стали казаки хутора Киреево-Кадамовский и хутора Сидоров-Кадамовский.
При церкви в 1899 году была открыта церковно-приходская школа.
В период до Октябрьской революции и после неё в приходе храма служил священник Гавриил, который в 1918 году был забит камнями в каменном карьере между хутором Киреевка и поселком Даниловка.
В 1937 году по решению сельского совета храм был передан для обустройства в нём склада, после чего там хранили зерно и картофель. Всю церковную утварь и иконы местные жители взяли домой.
В годы Великой Отечественной войны, в 1942—1943 годах, село было оккупировано немцами. В храме немцы устроили тюрьму для военнопленных. После освобождения села храм был отдан прихожанам села.
В 1944 году в селе был составлен Договор о принятии от районного исполнительного комитета церкви прихожанами села. В это время священником в храме служил Петр Сергеевич Ячменников, старостой храма был Просандеев Иван Ильич.
В 1950-х годах в храме проводился ремонт, была отремонтирована крыша, которую покрыли железом и покрасили. Покрасили и весь храм. В 1960-х годах храма внутренние помещения храма оклеили тканью и расписали. В эти же годы был обновлен иконостас.
27 апреля 2013 года Управляющий Шахтинской епархией Преосвященный Игнатий совершил чин Великого освящения храма в честь святого великомученика Георгия Победоносца храма села Киреевка и Божественную литургию святителя Иоанна Златоуста в новоосвященном храме.

## Священнослужители
- Священник Оксёнов Фёдор Лупович (1918—1919).
- После войны в храме служил священник Фёдор Капитонович.
- Священник Василий Кузин (1955—1957).
- Священник Иоан Есин (1957—1960) .
- Священник Спиридон Тарасов впоследствии архиепископ Курский и Белгородский Ювеналий (1963—1967).
- Протоиерей Георгий Болоцков с 1991 года несет послушание в Георгиевском храме.